# Виррат
Ви́ррат (фин. Virrat, швед. Virdois) — город на западе центральной части Финляндии, в провинции Пирканмаа. Площадь муниципалитета составляет 1299,09 км², из которых водная поверхность составляет 136,73 км². Наиболее крупные озёра — Тойсвеси и Тарьянне. 
Город был основан в 1868 г., однако статус города был дан только лишь в 1977 г. 
Виррат располагается в 106 км от Тампере, в 115 км от Ювяскюля, в 100 км от Сейняйоки и в 270 км от Хельсинки. Город окружают два больших озера - Тойсвеси и Тярьянне.

## Население
Население по данным на 2017 год составляет 6855 человек. Плотность населения — 6,41 чел/км². Официальный язык — финский, родной для 98,5 % населения муниципалитета. 0,1 % населения считает родным шведский язык и 1,4 % — другие языки. Доля лиц в возрасте младше 15 лет составляет 13,4 %; лиц в возрасте старше 65 лет — 25 %.

## Известные уроженцы
В городе Виррат в 1865 г. родился знаменитый финский фотограф, писатель, переводчик и журналист Инто Конрад Инха, оставивший замечательные снимки карельского быта XIX - начала XX в.